# Valle del Cumberland

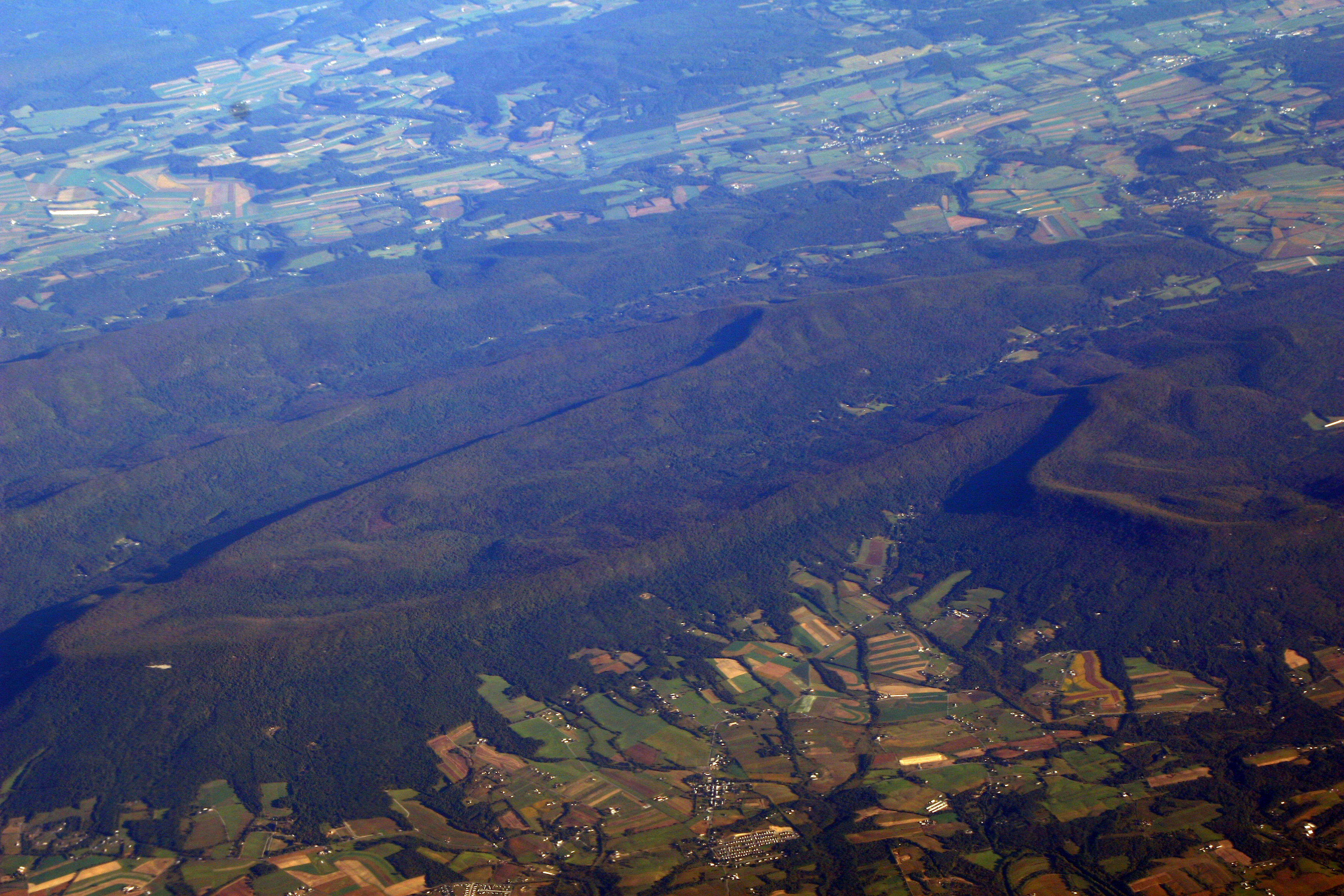
Veduta aerea della valle del Cumberland

La valle del Cumberland è una componente della Great Appalachian Valley situata nella Pennsylvania e nel Maryland e attraversata dal sentiero degli Appalachi.

## Geografia
Situata a sud-est della regione ridge-and-valley e a sud-ovest rispetto al Susquehanna nel punto di Harrisburg, la valle del Cumberland confina a sud con il fiume Potomac. Nello stato del Maryland viene spesso chiamata Hagerstown Valley.

## Centri abitati
Le città principali nella valle del Cumberland sono Harrisburg, in Pennsylvania, e Hagerstown, nel Maryland. I comuni della Pennsylvania sono Camp Hill, Mechanicsburg, Carlisle, Shippensburg, Chambersburg, Waynesboro, Greencastle.